# Юдофу

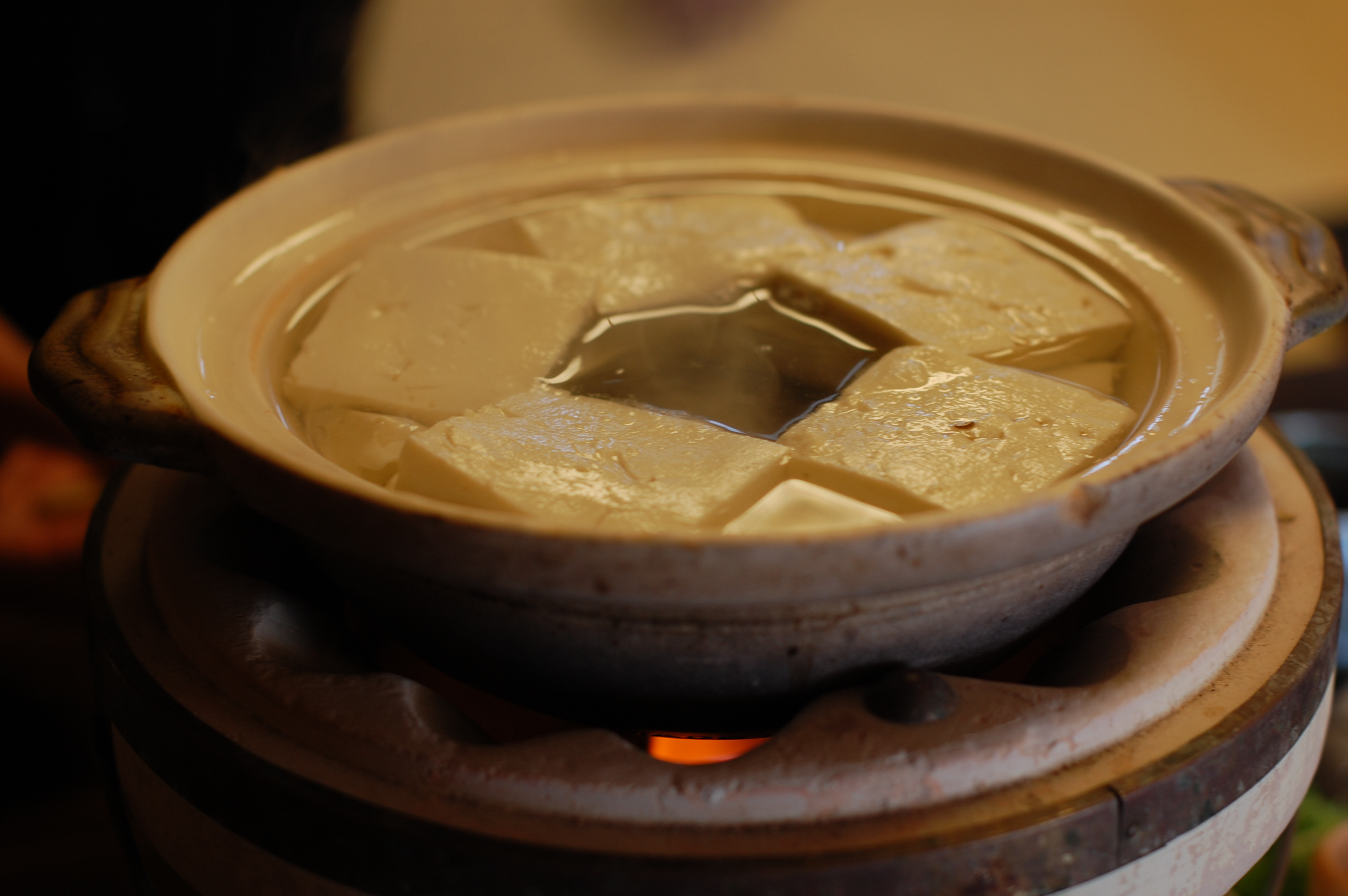
Юдофу

Юдофу — одна із японських національних страв. Це один із різновидів набемоно, який виготовляють із тофу.

## Рецепт
Інгредієнти: тофу, вода, водорості ламінарії. На дно каструлі кладуть водорості, а зверху на них тофу, яке ріжуть на зручні для поїдання шматки. Коли тофу нагрівається його дістають з води та їдять, вмочуючи в Соус таре.
Кажуть, що додавання солі або ж покришеного дайкону, робить тофу помірно м'яким. Але слідкують, щоб занадто багато інгредієнтів не зіпсували характерний легкий присмак юдофу.
Також існує спосіб, коли до супу, в якому варять тофу, додають соєвий соус або інші смакові добавки, а також кидають якумі, і їдять цей бульйон разом з тофу. Цю страву також називають ніріякко (яп. 煮奴). Разом з тофу в суп можуть додавати пекінську капусту, м'ясо тощо. В результаті виходить страва, яка нагадує мідзутакі.

## Джерело
Відповідна стаття в японській Вікіпедії.